# Amga (rivier)
De Amga (Russisch: Амга) is een rivier in Jakoetië, Rusland. Het is de belangrijkste zijrivier van de Aldan. Ze is 1462 km lang, het stroombekken 69.300 km² groot. De Amga is bevroren tussen de eerste helft van oktober tot mei.
De rivier ontspringt in het noordwestelijke deel van het Aldangebergte. Daarna stroomt de Amga door de noordwestelijke en noordelijke uitlopers ervan naar Amga, om ter hoogte van Chandiga in de Aldan uit te monden.

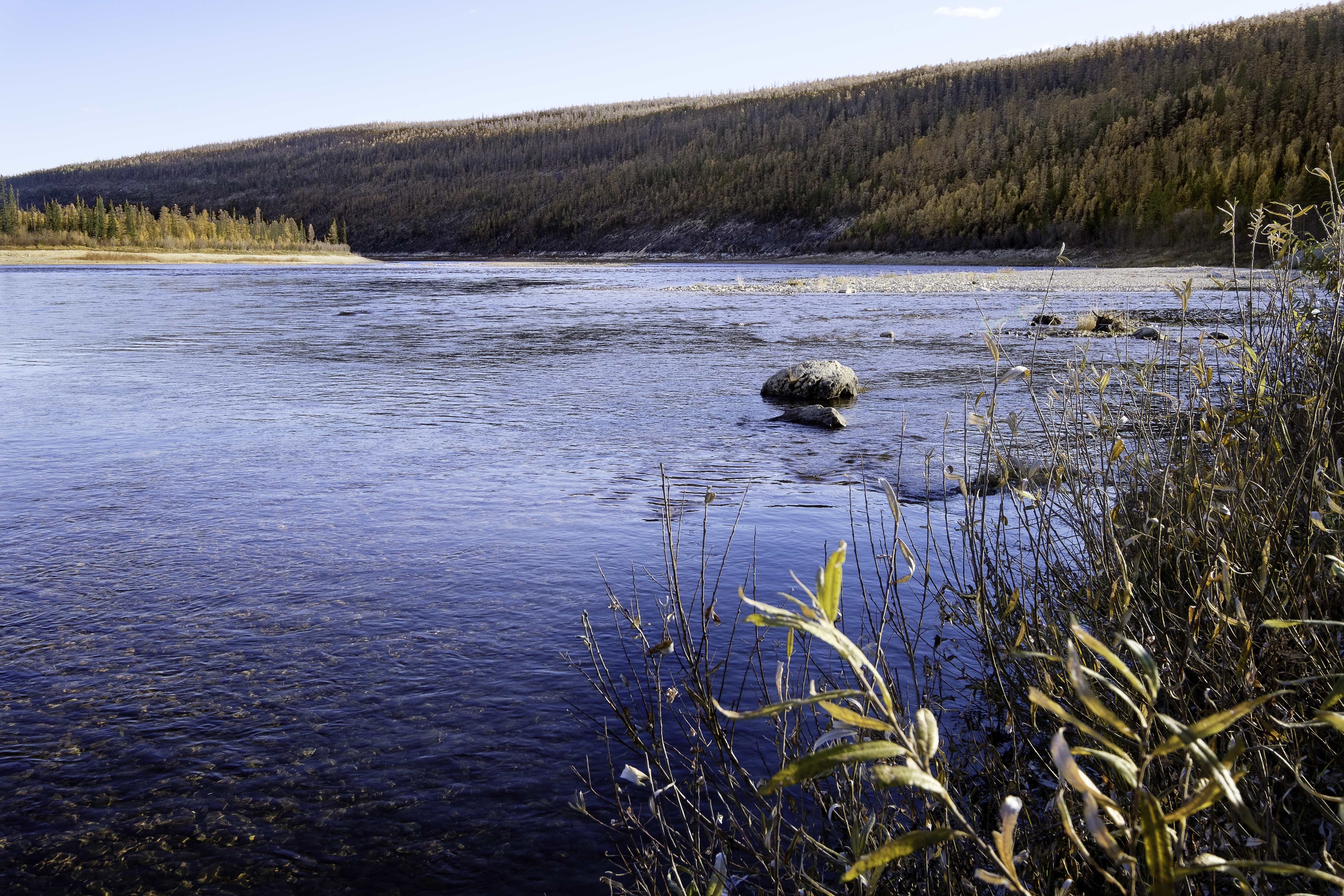
De Amga bij het dorp Verchnjaja Amga

- Virtual International Authority File: 4924154592516043370004